# Хайнань (космодром)
Коммерческий космодром Хайнань (кит. 海南商业航天发射场, англ. Hainan Commercial Space Launch Site, также Коммерческий космодром Вэньчан, кит. 文昌商业航天发射场, англ. Wenchang Commercial Space Launch Site) — первый китайский коммерческий, то есть не принадлежащий непосредственно государству, космодром. Строительство начато в 2022 году, первый пуск с космодрома осуществлён 30 ноября 2024 года. Космодром расположен на побережье острова Хайнань, на территории индустриального парка Wenchang International Aerospace City. Несмотря на близость к уже существующему государственному космодрому Вэньчан  коммерческий космодром Хайнань считается отдельным, пятым, космодромом Китая (или, если отдельно считать пуски с морских платформ в провинции Шаньдун, выступающих как выносные стартовые площадки космодрома Тайюань, то шестым). Владельцем космодрома является компания HICAL (Hainan International Commercial Aerospace Launch), совместное предприятие правительства провинции Хайнань и трех принадлежащих государству организаций — Китайской аэрокосмической научно-технической корпорации, Китайской аэрокосмической научно-промышленной корпорации и China Satellite Network Group.
Предполагается, что новый космодром позволит увеличить количество как коммерческих, так и государственных космических запусков в КНР, уменьшить количество инцидентов, связанных с падением в населённых районах ступеней ракет, запускаемых с расположенных в глубине территории Китая космодромов Цзюцюань, Сичан и Тайюань, а кроме того ускорить переход на новые модели ракет-носителей, в том числе перспективные многоразовые, и отказ от старых носителей на самовоспламеняющемся токсичном топливе НДМГ + АТ.

## Стартовые комплексы
На космодроме построены два стартовых комплекса для запуска жидкостных ракет-носителей. Первый, строительство которого было завершено в декабре 2023 года, предназначен для запуска носителей типа Чанчжэн-8, с вертикальной сборкой ракеты на стартовой позиции. Первый запуск с этого старта планировался на июнь 2024 года, но из-за повреждений, причинённых тайфуном Яги, был отложен до конца 2024 года. Второй стартовый комплекс, построенный в апреле 2024 года и предназначенный для носителей, вывозимых горизонтально в собранном состоянии, позволяет запускать с него ракеты разных типов и размеров. Он оснащён установщиком, который позволяет устанавливать на старт носители имеющие диаметр  от 3,35 до 5 метров. Универсальность второго старта обеспечивается вывозом вместе с носителем адаптированного для него стартового стола, устанавливаемого на опоры над газоходом стартового сооружения. Каждый стартовый комплекс для жидкостных ракет рассчитан на 16 запусков в год. В январе 2025 года было объявлено о начале строительства на космодроме Хайнань еще двух стартовых комплексов,  предназначенные для ракет на жидком топливе. На космодроме также предусматриваются стартовые позиции для твёрдотопливных носителей. 
Первый запуск с космодрома, ставший одновременно первым полётом носителя Чанчжэн-12, состоялся со второго стартового комплекса 30 ноября 2024 года. Первый запуск носителя Чанчжэн-8 с первого стартового комплекса состоялся 11 марта 2025 года, на орбиту было выведено 18 спутников группировки Цяньфань.

## Инфраструктура
В технической зоне космодрома, в находящемся в непосредственной близости населенном пункте Дунцзяо городского округа Вэньчан, располагаются центр контроля и управления пусками, монтажно-испытательные корпуса для различных типов ракет, корпус испытаний спутников, электростанция  и другие структуры. Рядом с коcмодромом, в поселке Лунлоу городского округа Вэньчан, построен завод по производству компонентов ракетного топлива. Системы космодрома позволяют производить заправку ракет-носителей различными компонентами топлива — жидким кислородом, керосином, жидким водородом, сжиженным метаном.

## Комментарии
1. ↑  China Satellite Network Group - китайская государственная компания, основанная для создания перспективной многоспутниковой широкополосной группировки, по аналогии со Starlink[6].